# Junta de Administración Portuaria y de Desarrollo Económico de la Vertiente Atlántica de Costa Rica
A Junta de Administración Portuaria y de Desarrollo Económico de la Vertiente Atlántica de Costa Rica (JAPDEVA; em português:  Junta de Administração Portuária e Desenvolvimento Económico da Costa Atlântica da Costa Rica) é o conselho da administração portuária e do desenvolvimento económico da costa atlântica da Costa Rica. Foi criada em 1963 como uma entidade autónoma do Estado, a fim de garantir a manutenção dos canais do norte da província de Limon (Tortuguero e Barra del Colorado) e monitorar os contratos com o governo no que diz respeito aos portos e ferrovia.